# Аль-Валид ибн аль-Валид
Аль-Валид ибн аль-Валид ибн аль-Мугира (араб. الوليد بن الوليد بن المغيرة‎ al-Walīd b. al-Walīd b. al-Mughīra; ум. 629 год) — один из первых сподвижников исламского пророка Мухаммеда.

## Биография
Аль-Валид принадлежал к клану Бану Махзум племени курайшитов в Мекке и был братом выдающегося мусульманского полководца Халида ибн аль-Валида. В 624 году он сражался вместе с курайшитами против Мухаммеда в битве при Бадре, во время которой многие из членов его клана были убиты. Он был захвачен мусульманами во время битвы, но был освобожден и принял ислам. По возвращении в Мекку он был закован в кандалы и заключен в тюрьму. Согласно материалам исламского историка Ибн Джарира ат-Табари (ум. 923), аль-Валид и его родственники-махзумиты Салама ибн Хишам (брат Абу Джахля) и Айяш ибн Аби Рабиа эмигрировали из Мекки, чтобы присоединиться к Мухаммеду и его  последователям в Медине, где он позже умер в 629 году от сердечной недостаточности. Его оплакивала жена Мухаммеда из клана Бану Махзум Умм Салама бинт Абу Умайя, которая сказала:
Ради аль-Валида ибн аль-Валида ибн аль-Мугиры, о мои глаза, пусть твои слёзы текут,
 
Подобные аль-Валиду ибн аль-Валиду Абу аль-Валиду защищают клан [от его врага].

## Потомки
Старшего сына аль-Валида также звали аль-Валид. Мухаммад, посчитав использование этого имени Махзумом чрезмерным, изменил имя младшего аль-Валида на Абдуллах. Потомки Абдуллаха стали видной семьёй в Медине и унаследовали имущество Халида ибн аль-Валида после смерти его последних потомков,  поскольку они были ближайшими кровными родственниками выдающегося полководца, приблизительно в 750 году, и продолжали владеть этим имуществом по крайней мере до конца IX века.